# Eressa lepcha
Eressa lepcha là một loài bướm đêm thuộc phân họ Arctiinae, họ Erebidae.